# Deniran Ortega
Deniran Ortega (* 28. Mai 1986 in Warri) ist ein ehemaliger nigerianischer Fußballspieler.

## Karriere
Deniran begann seine Karriere 1996 in der Jugend von Apapa Lagos in seiner Heimat Nigeria. 2003 wechselte er zu Idah United, welchen er ein Jahr treu blieb. Daraufhin kam sein erster Wechsel ins Ausland und der Stürmer spielte 2004 und 2005 in Mexiko bei CD Apatzingan und Legartos.
2005/06 wechselte er nach Guatemala und absolvierte eine Saison beim CD Suchitepéquez, wo er nationaler Meister wurde. 2006 kehrte er Mittelamerika den Rücken und spielte kurzzeitig in China bei Chongqing Lifan, welche er am Anfang des Jahres 2007 Richtung Bulgarien, zu Spartak Warna verließ. Dort spielte er 13 Mal, ehe er von Slavia Sofia verpflichtet wurde. Dort spielte er in den Saisonen 2007/08 und im Herbst 2008 eine wichtige Rolle. Im Frühjahr und Herbst 2009 wurde er vom Verein an Lewski Sofia verliehen, wo u. a. er vier Partien in der UEFA Champions League-Qualifikation absolvierte.
Im Jahr 2010 spielte der Stürmer auf Leihbasis beim FC Bananz Jerewan in Armenien. Anfang 2011 kehrte er zu Slawia zurück. Im Sommer 2012 wechselte er zum Dolphins FC in seine nigerianische Heimat. Dort spielte er zwei Jahre, ehe er Mitte 2014 nach Europa zurückkehrte. Er schloss sich Edinburgh City an, das in der schottischen League Two spielte. In der Saison 2017/18 kam er dort zu seinem letzten Einsatz und beendete seine aktive Karriere.

## Erfolge
- Guatemaltekischer Meister: 2006